# Rola-elegante
Phaps elegans é uma espécie de ave da família Columbidae.
É endémica da Austrália.
Os seus habitats naturais são: florestas secas tropicais ou subtropicais .